# Rob Barrett
Rob Barrett (Buffalo, New York, 1969. január 19. –) amerikai death metal gitáros, aki 1993-tól 1997-ig, majd 2005-től napjainkig a Cannibal Corpse tagja. Korábban a Solstice-ban, és a Cannibal Corpse-hoz hasonlóan ma már szintén death metal legendának számító Malevolent Creationben zenélt.

## Diszkográfia

### Solstice
- Solstice (1992)

### Malevolent Creation
- Retribution (1992)

### Cannibal Corpse
- The Bleeding (1994)
- Vile (1996)
- Kill (2006)
- Evisceration Plague (2009)
- Torture (2012)
- A Skeletal Domain (2014)
- Red Before Black (2017)

## Felszerelése
Gitárok: Custom Dean Cadillac, Gibson Les Paul, Jackson Dinky 

Pickups: EMG

fejláda: Mesa Boogie Dual Rectifier

Cabinets: Crate and Mesa Boogie 4x12" Cabinets, both with Celestion Vintage 30 speakers

Effects/Pedals: Boss NS-2 Noise Suppressor, Boss MT-2 Metal Zone, Boss TU-2 Chromatic Tuner

Cables: Monster 

Húr: D'Addario 13-62

Picks: Dunlop .88 mm

## Fordítás
- Ez a szócikk részben vagy egészben  a   Rob Barrett című angol Wikipédia-szócikk fordításán alapul.  Az eredeti cikk szerkesztőit annak laptörténete sorolja fel. Ez a jelzés csupán a megfogalmazás eredetét és a szerzői jogokat jelzi, nem szolgál a cikkben szereplő információk forrásmegjelöléseként.